# بنيامين ألكوك
بنيامين ألكوك (بالإنجليزية: Benjamin Alcock)‏‏ (1801 في مقاطعة كيلكيني - غير معروف) عالم تشريح أيرلندي.
يُعرف النفق الفرجي أيضًا باسم نفق ألكوك (Alcock's canal)، وذلك نسبةً إلى بنيامين ألكوك والذي وثق معلوماتٍ حول هذا النفق في عام 1836، حيثُ وثقَ وجود النفق والعصب الفرجي في مساهمةٍ حول الشرايين الحرقفية في موسوعة التشريح وعلم وظائف الأعضاء (The Cyclopaedia of Anatomy and Physiology) لروبرت بنتلي تود.